# Coupe Davis 1923
Navigation
Édition précédente Édition suivante
La Coupe Davis 1923 est remportée par les États-Unis contre l'Australie.

## Tours préliminaires
Le Groupe Mondial en vigueur jusqu'en 1922 est supprimé car il engendrait de nombreux forfaits de la part d'équipes qui n'avaient pas les moyens d'effectuer de longs déplacements. Il est donc remplacé par une zone américaine et une zone européenne.
L'équipe d'Australie remporte 4-1 sa finale de zone Amérique contre l'équipe du Japon et l'équipe de France bat l'équipe d'Espagne 3-2 à Deauville sur terre-battue pour la zone Europe. En finale interzones l'équipe de France perd 4-1 contre l'équipe d'Australie sur gazon à Boston, Henri Cochet étant le seul à remporter son match.

## Finale
Équipe d'Australie : John Hawkes, James Anderson
Équipe des États-Unis : Bill Tilden, Bill Johnston, Richard Norris Williams
| | États-Unis | 4                                     | -  | 1  | Australie |   |   |
| --- | ---------- | ------------------------------------- | -- | -- | --------- | - | - |
| Gazon, West Side Tennis Club, New York |            |                                       |    |    |           |   |   |
| du 31 août au 3 septembre 1923 |            |                                       |    |    |           |   |   |
| \| 1 \| \| Bill Tilden \| 6 \| 6 \| 6 \| \| \| \| 1 \| \| John Hawkes \| 4 \| 2 \| 1 \| \| \| \| 2 \| \| Bill Johnston \| 6 \| 2 \| 6 \| 5 \| 2 \| \| 2 \| \| James Anderson \| 4 \| 6 \| 2 \| 7 \| 6 \| \| 3 \| \| Bill Tilden - Richard Norris Williams \| 17 \| 11 \| 2 \| 6 \| 6 \| \| 3 \| \| James Anderson - John Hawkes \| 15 \| 13 \| 6 \| 3 \| 2 \| \| \| \| \| \| \| \| \| \| \| 4 \| \| Bill Tilden \| 6 \| 6 \| 1 \| 7 \| \| \| 4 \| \| James Anderson \| 2 \| 3 \| 6 \| 5 \| \| \| \| \| \| \| \| \| \| \| \| 5 \| \| Bill Johnston \| 6 \| 6 \| 6 \| \| \| \| 5 \| \| John Hawkes \| 0 \| 2 \| 1 \| \| \| \| \| \| \| \| \| \| \| \| |            |                                       |    |    |           |   |   |
| 1 |            | Bill Tilden                           | 6  | 6  | 6         |   |   |
| 1 |            | John Hawkes                           | 4  | 2  | 1         |   |   |
| 2 |            | Bill Johnston                         | 6  | 2  | 6         | 5 | 2 |
| 2 |            | James Anderson                        | 4  | 6  | 2         | 7 | 6 |
| 3 |            | Bill Tilden - Richard Norris Williams | 17 | 11 | 2         | 6 | 6 |
| 3 |            | James Anderson - John Hawkes          | 15 | 13 | 6         | 3 | 2 |
| |            |                                       |    |    |           |   |   |
| 4 |            | Bill Tilden                           | 6  | 6  | 1         | 7 |   |
| 4 |            | James Anderson                        | 2  | 3  | 6         | 5 |   |
| |            |                                       |    |    |           |   |   |
| 5 |            | Bill Johnston                         | 6  | 6  | 6         |   |   |
| 5 |            | John Hawkes                           | 0  | 2  | 1         |   |   |
| |            |                                       |    |    |           |   |   |